# Дерели, Виктор
Виктор Дерели (фр. Victor Derély, 1840—1904) — французский литератор и переводчик.

## Биография
Виктор Дерели родился в 1840 году в Париже. Окончил Высшую нормальную школу.
Переводил на французский язык произведения русской литературы XIX века. Известен главным образом переводом сочинений Федора Достоевского: «Преступление и наказание», «Идиот», «Бесы», «Бедные люди».
Переводил также Алексея Писсемского, Илью Циона, Надежду Хвощинскую, Ивана Сеченова, Николая Лескова.